# وليد برهام
وليد عبد الفتاح برهام (1968-)، كاتب وسيناريست مصري

## حياته
ولد في حي الخليفة بالقلعة. حصل على ليسانس الحقوق من جامعة القاهرة، ثم ماجستير القانون ثم دكتوراه في القانون. عمل كباحث بالعلاقات الدولية وحقوق الإنسان والسلام الدولي، وعضو منظمة العفو الدولية، وكان المدير السابق لمركز الحياة وعضو الجمعية المصرية للقانون الدولي.
بدأ الكتابة في بعض الصحف والمجلات وكانت البداية في الشأن القانونى والسياسي ثم الكاتبة الإذاعية حيث كتب في رمضان عام 2007 برنامج «في رحاب الشفاعة». وكتب ما يقرب من 15 مسلسل وعمل درامى للإذاعة المصرية وبعض الإذاعات العربية.
له العديد من الكتابات بعدد من الصحف والمواقع والمجلات ( ومنها جريدة الشعب والطريق والميثاق).

## أعماله
العديد من الأعمال الإذاعية أهمها المسلسلات وبعض البرامج الدينية والتاريخية وخاصة كتابة الدراما الدينية والتاريخية.
| م    | العمل                   | التصنيف | الدولة           | السنة |
| ---- | ----------------------- | --- | ---------------- | ----- |
| 2 -  | مسلسل الإمام الشافعي    | مسلسل إذاعي (عن سيرة ومذهب الامام الشافعي) بطولة عفاف شعيب ووجدي العربي |                  | 2010  |
| 1 -  | محمد يا رسول الله       | سهرة إذاعية في مولد الهادي | مصر              | 2007  |
| 3 -  | مسلسل الإمام مسلم       | مسلسل إذاعي (يتناول جمع صحيح مسلم). بطولة طارق دسوقي وأحمد ماهر | مصر              | 2013  |
| 4 -  | عمار يا مصر             | دراما إذاعية تناولت قصة حفر قناة السويس. بطولة : أحمد ماهر وعفاف شعيب | مصر              | 2011  |
| 5 -  | أكتوبر وبطولات منسية    | سباعيية عن بطولات حرب أكتوبر. بطولة: محمود عامر وصلاح عفيفى | مصر              | 2010  |
| 6 -  | حكايات وبنعيشها         | دراما اجتماعية في برنامج ربات البيوت. بطولة: ندى بسيونى ومحمود عامر | مصر              | 2011  |
| 7 -  | حقك في عنينا ( 60 حلقة) | دراما قانونية في برنامج ربات البيوت. بطولة: محمود الحدينى وإنعام سالوسة | مصر              | 2011  |
| 8 -  | الرجل الظل              | سهرة عن البطل مصطفى حافظ أبو الفدائيين في فلسطين. | مصر              | 2015  |
| 9 -  | الإمام سفيان الثورى     | مسلسل إذاعى عن مذهب وسيرة الإمام سفيان الثورى. بطولة: طارق الدسوقى ومديحة حمدى | مصر              | 2017  |
| 10 - | حكايات الشهيد           | مسلسل عن شهداء أكتوبر والعملية الشاملة في سيناء بطولة: محمد عبد الجواد وخالد عبد السلام | مصر              | 2017  |
| 11 - | المصرى أفندى            | مسلسل اجتماعى كوميدى بالتعاون مع وزارة الشباب والرياضة. بطولة النجمة الليبية خدوجة صبرى | مصر              | 2017  |
| 12 - | الإمبراطور              | مسلسل إذاعى تاريخى عن سيرة السلطان سعيد بن سلطان البوسعيدي بطولة: النجم العمانى جمعه هيكل البلوشى وأشرف عبد الغفور، سهير المرشدى، خالد عبد السلام، خالد الذهبى، محمود عامر، لاشينة لاشين، إيمان إمام | سلطنة عمان       | 2017  |
| 13 - | الأستاذ مفيد عايش       | دراما إذاعية للتوعية بحقوق وواجبات الناخب، انتخابات الرئاسة مصر 2018. انتاج مؤسسة ماعت للسلام والتنمية وحقوق الانسان.                                                                                | اذاعة شعبى اف ام | 2018  |
| 14 - | الليث ابن سعد           | عن سيرة ومذهب الإمام الليث بن سعد | مصر              | 2018  |

| 15 | حكايات نور  | ذاعية بالتعاون مع وزارة التضامن الإجتماعى بطولة مى عبد النبى ومحمود عامر                                                                                 | 2022 |
| -- | ----------- | --- | ---- |
| 16 | أبطال النصر | مسلسل اذاعى بالتعاون مع الشئون المعنوية عن قادة حرب أكتوبر                                                                                               | 2020 |
| 17 | عيلة مرزوق  | عدد 90 حلقة من غيلة مرزوق حيث قام بتطوير وادخال شخصيات جديدة على العائلة وابتكر شخصية الدكتور فريد ( أحمد ماهر ) ابن عم سامى مرزوق لاعادة لم شمل العائلة | 2023 |
|    |             | |      |

### المسلسلات

#### المسلسل الإذاعى الإمام الشافعى
أذيع على إذاعة اذاعة البرنامج العام في الإذاعة المصرية رمضان 2010: بطولة: عفاف شعيب ومديحة حمدي وعادل هاشم ومحيي الدين عبد المحسن والعديد من نجوم الإذاعة المصرية.

#### عمار يا مصر
دراما إذاعية من 60 حلقة تحي قصة حفر قناة السويس قدمت على الإذاعة المصرية عام 2011 بطولة عفاف شعيب وأحمد ماهر (ممثل) ومحيي الدين عبد المحسن وهمام عبد المطلب وآخرين. ويعد هذا العمل وفقاً لجريدة الوطن (مصر) من أهم الأعمال فنية تناولت قناة السويس. دراما وسينما وأفلام تسجيلية حيث ورد بالجريدة نصاً (الأعمال الإذاعية: عمار يا مصر)هو أحد روائع الكاتب الإذاعي الكبير وليد برهام ويحكي المسلسل خلال 60 حلقة تاريخ قناة السويس وأهم المراحل التي مرت بها. شريان في قلب مصر: وهو أحدث الأعمال الإذاعية التي تتناول تاريخ القناة من مصر الفرعونية وحتي وقتنا الحالي وتزامن تاريخ عرضه علي إذاعة البرنامج العام مع افتتاح قناة السويس الجديدة وهو من بطولة( أحمد عبد العزيز وندي بسيوني وأِشرف عبد الغفور).

#### السُباعيه الإذاعية أكتوبر وبطولات منسية
وهي 7 حلقات قدمت للإذاعة المصرية في أكتوبر عام 2010 في احتفالات الإذاعة بأعياد أكتوبر: عن بعض بطولات حرب أكتوبر المنسيه أمثال : سيد زكريا والشهيد عاطف السادات. بطولة: محمود عامر.

#### المسلسل الإذاعى الإمام مسلم
رمضان 2013، وبطولة عفاف شعيب وأشرف عبد الغفور وطارق الدسوقى ونادية رشاد وهمام عبد المطلب وأحمد ماهر والطفل مروان برهام، يروي بعض أحداث الحلقات علي مراد وجيهان طلعت. تناول المسلسل وسطية الإسلام السمحة من خلال رحلة الإمام مسلم بن الحجاج بن مسلم مؤلف الصحيح والذي اهتم بجمع أحاديث رسول الله صلي الله عليه وسلم وتنقيتها من الأحاديث الموضوعة والمشكوك في صحة سندها.

#### الدراما القانونية (حقك في عنينا)
قدم هذا المسلسل على البرنامج الشهير «ربات البيوت» في الإذاعة المصرية عام 2011 من خلاله تم معالجة العديد من المشاكل القانونية للمرأة المصرية في إطار درامى. استمر المسلسل لمدة 60 حلقة. البطولة: ندى بسيونى ومحمود عامر ومحمود الحدينى.

#### المسلسل الإذاعى «الإمام سفيان الثورى»
بطولة مديحة حمدى  وطارق الدسوقى ومحمد عبد الجواد وهمام عبد المطلب وخالد عبد السلام ومريم سعيد صالح والفنانة الليبية خدوجة صبرى وأحمد القَصبى وغادة صفوت ووليد بدر ويوسف عبد الله ومنى غرابة وسُندس حسن وإخراج د/ محمود محجوب  حيث أخذت إذاعة القران الكريم بقيادة الإذاعي حسن سليمان على عاتقها تجديد الخطاب الديني، بإنتاج دراما دينية؛ لتجذب هذا القطاع الكبير من المستمعين في الوطن العربي، وليس مصر فقط. يتناول العمل الإذاعي، الفكر الوسطى للإمام «سفيان الثوري» ومذهبة باعتباره أحد الأئمة الستة المعتبرين، وسط المذاهب الفقهية الكبرى كما تناول تفسيره للقرآن ومنهجه في علم الرائد «علم المواريث»، كما تناول أزمته مع الخليفة المنصور وابنه المهدي؛ لرفضه تولى القضاء خشية من الخطأ والظلم، ورفضه البعد عن علمه وتلاميذه. 

#### المسلسل الإذاعى الليث بن سعد:[7]
تناول سيرة الإمام المصرى الليث  بن سعد وقصة حياته كما تناول فقهه وتناول تفسيره للقرآن ومذهبه الوسطى باعتباره أحد المذاهب الفقهية.
المسلسل بطولة ( طارق الدسوقى وأحمد ماهر ومديحة حمدى ومحمد عبد الجواد وصبحي خليل وخالد عبد السلام وهمام عبد المطلب)والشباب( غادة صفوت وسُندُس سليمان، ويوسف عبد الله ويوسف جلال وأحمد ممدوح وأحمد القَصبى).

### الأعمال الدينية الرمضانية
إن مع العسر يسرا ورجال ونساء نزل فيهم قرآن وفي رحاب الشفاعة والتوابون وسهرة محمد يا رسول الله. في رحاب أبى بكر والفاروق عمر -ومع التابعين.
وقدمت جميع تلك البرامج الإذاعية والكاتبة جيهان طلعت.

## الجوائز والتكريمات
حصل على العديد من الجوائز والتكريمات منها:
1. جائزة الإبداع (اتحاد الإذاعة والتليفزيون) عام 2010 عن البرنامج الوثائقى «حقيقة أم خيال».
2. أفضل برنامج دينى قدمته الإذاعة المصرية: وذلك في استفتاء الإذاعات العربية رمضان 2016: (وهو البرنامج الدينى مع التابعين) الذي قدمته الإذاعية والكاتبة جيهان طلعت .[10]
3. تكريم وزير الأوقاف وإذاعة القرآن الكريم لفريق عمل المسلسل الإذاعى سفيان الثورى.
4. الجائزة الذهبية ودرع المونديال (مونديال القاهرة للإعلام والأعمال الفنية) 2017 عن المسلسل العمانى الإمبراطور.[11]